# Bonthe
Bonthe er en by i det vestlige Sierra Leone, liggende ved landets atlanterhavskyst i en provins af samme navn. Byen har et indbyggertal (pr. 2004) på cirka 9.700.